# Lepturges seabrai
Lepturges seabrai es una especie de escarabajo longicornio del género Lepturges, categorizada en la tribu Acanthocinini, de la subfamilia Lamiinae. Fue descrita por Monné en 1976.

## Descripción
Mide 6,1-11,1 mm de longitud.

## Distribución
Se distribuye por Brasil y Paraguay.